# Karol de Bourbon-Soissons

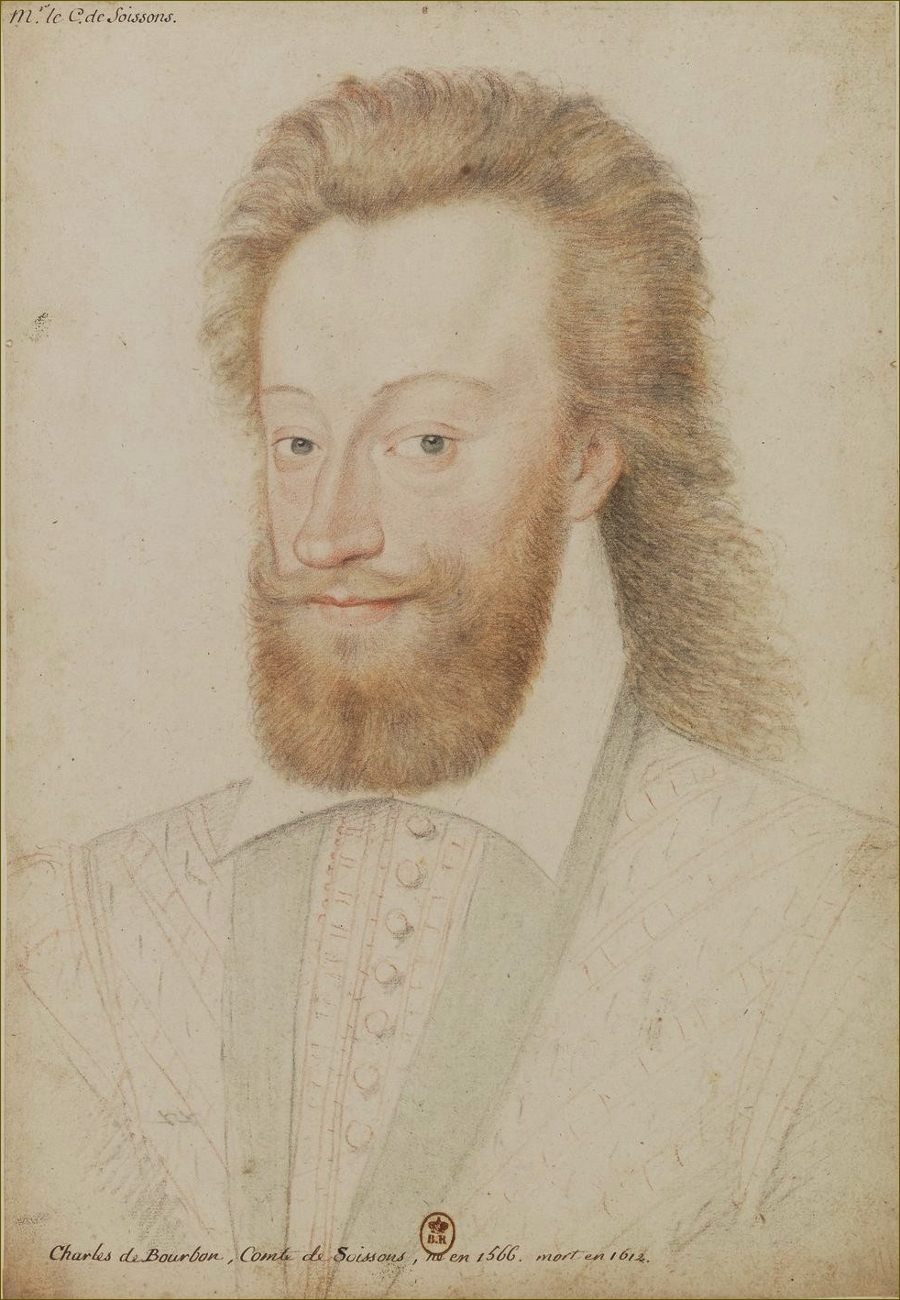
Karol Burbon-Soissons.

Karol de Bourbon (ur. 1566, zm. 1612) – hrabia Soissons, Dreux, Château-Chinon, Noyers, Beaugé, Blandy i pan Condé, książę Francji. Syn Ludwika I Burbona, księcia de Condé, i jego drugiej żony - Franciszki de Longueville-Rothelin.
Karol urodził się w Nogent-le-Rotrou. Miał trzech przyrodnich braci z pierwszego małżeństwa swojego ojca z Eleonorą de Roye; Henryka I - drugiego księcia Condé, Franciszka I - księcia Conti, i Karola II - biskupa Rouen. Jego bratem ciotecznym był król Nawarry i Francji - Henryk IV z rodu książąt Vendôme. Mimo że cała jego rodzina była hugenotami, Karol dołączył do Ligi Katolickiej podczas francuskiej wojny religijnej. W przyszłości został za to nagrodzony przez Henryka IV, który sam zmienił wyznanie na katolicyzm, aby otrzymać francuską koronę. 
Henryk IV uczynił Karola zarządcą Bretanii (1589), Delfinatu (1602) i Normandii (1610). Po śmierci Henryka w 1610, Karol znalazł się w opozycji do doradców królowej-wdowy Marii Medycejskiej. Zmarł w Blandy, w departamencie Seine-et-Marne, w wieku zaledwie 46 lat.

## Małżeństwo i potomstwo
27 grudnia 1601 Karol ożenił się z Anną di Montafia, panią Lukki (1577-1644), miał z nią pięcioro dzieci, z których tylko troje dożyło wieku dorosłego:
- Ludwikę Burbon-Soissons (1603-1637), księżną Longueville,
- Ludwik (1604-1641), hrabia Soissons,
- Maria (1607-1692), hrabina Soissons i księżna Carignan, żona Tomasza de Savoie-Carignan.

Karol miał również dwie nieślubne córki z Anne-Marie Bohier, córką Antoniego, pana la Rochebourdet:
- Karolinę, (zm. 1626), przełożoną Fontevrault,
- Katarzynę, (zm. 1651), przełożoną Perrigne.